# 坦訥本山
47°12′45.62″N 15°21′48.11″E / 47.2126722°N 15.3633639°E

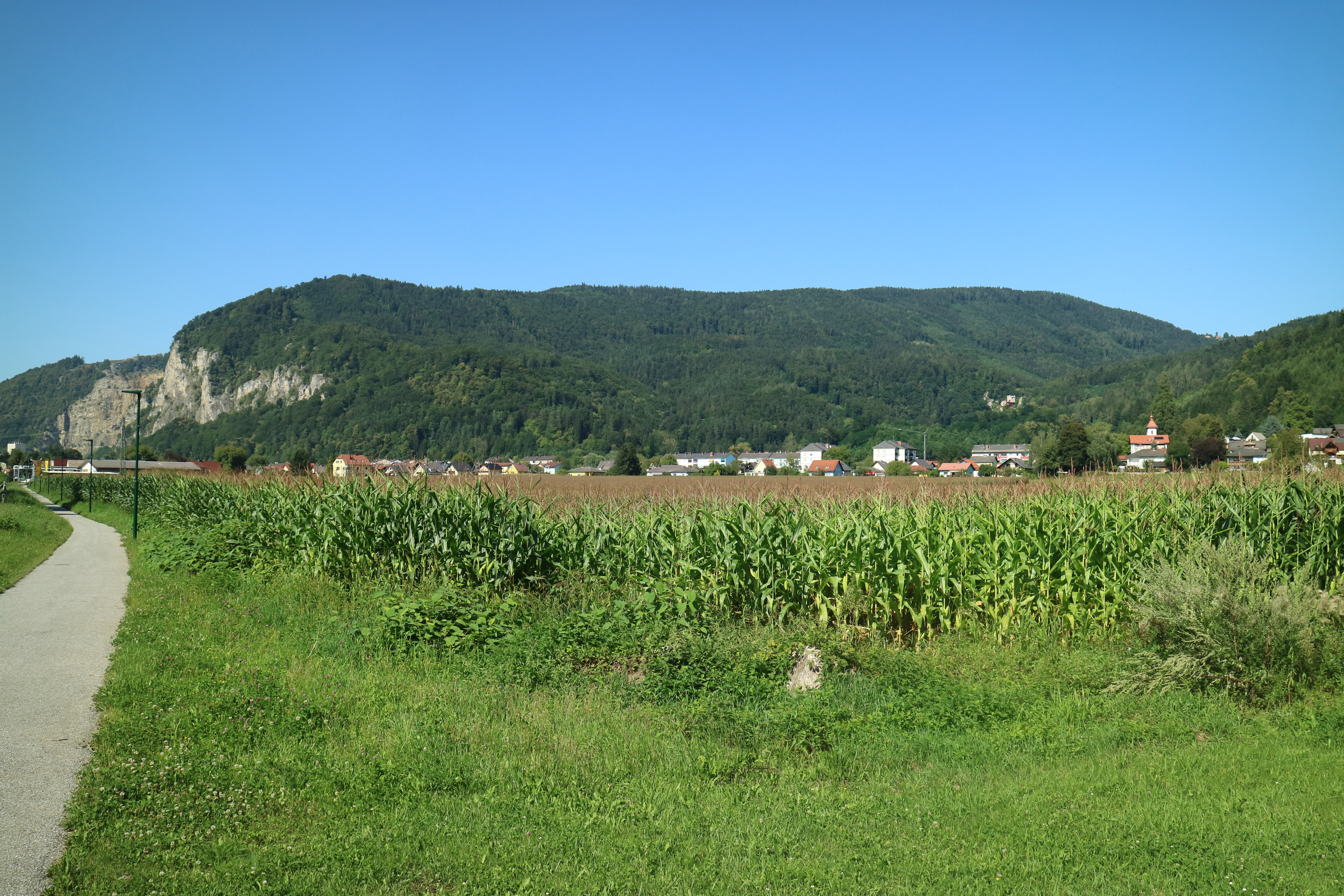

坦訥本山（德語：Tanneben），是奧地利的山峰，位於該國東南部，由施泰爾馬克州負責管轄，屬於穆爾以東前阿爾卑斯山脈的一部分，海拔高度910米，山體由石灰岩組成。